# .as
‎.as‏ دامنه اینترنتی جزایر ساموآی آمریکا است.